# Eustenogaster ornatifrons
Eustenogaster ornatifrons är en getingart som först beskrevs av Cameron 1902.  Eustenogaster ornatifrons ingår i släktet Eustenogaster och familjen getingar. Inga underarter finns listade i Catalogue of Life.